# Heldenbergener Wetterau
Die Heldenbergener Wetterau ist eine Landschaft in der südlichen Wetterau und im nördlichen Rhein-Main-Gebiet. Nach dem Handbuch der naturräumlichen Gliederung Deutschlands handelt es sich um eine Grundeinheit der Südlichen Wetterau (Nr. 234.3; 261,98 km²), die sie zusammen mit der Friedberger Wetterau (Nr. 234.30; 117,45 km²) und der Nidda-Aue (Nr. 234.31; 18,94 km²) bildet. Sie ist benannt nach dem Ort Heldenbergen (Stadt Nidderau).

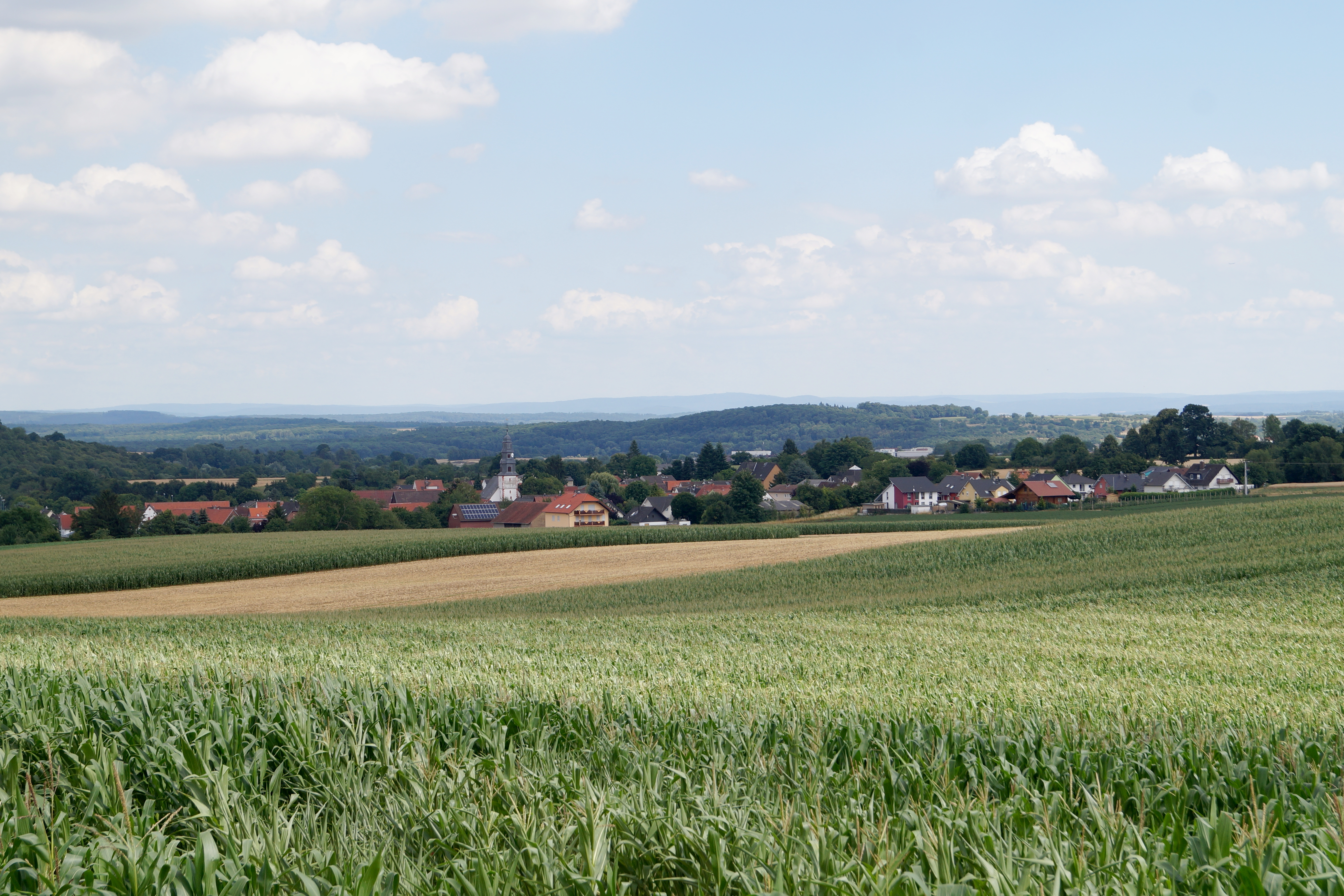
Blick oberhalb von Niddatal-Kaichen nach Osten über die Heldenbergener Wetterau

## Geographie

### Lage und Abgrenzung
Die südwestliche Ecke der Heldenbergener Wetterau befindet sich an der Mündung des Flüsschens Nidder in die Nidda bei Gronau. Zwischen beiden Flüssen erstreckt sich eine flachwellige Lösslandschaft, die zum nordöstlich gelegenen Vogelsberg leicht ansteigt und zunehmend von Resten seiner basaltischen Decke überlagert wird. Die nordöstliche Grenze ist deshalb weniger stark ausgeprägt und verläuft etwa von Staden nach Lindheim.

### Landschaft
Die mächtige Lössauflage mit einer Stärke bis zu 20 Metern zwischen beiden Flüssen ist durch diese nur randlich zerlegt. Sie wird heute intensiv zum Ackerbau genutzt. Wie das benachbarte Ronneburger Hügelland steigt sie nach Nordosten hin an und ist dort stärker zergliedert. Der Löss reduziert sich dort auf die muldenförmigen Vertiefungen, während die höheren Lagen Vollformen aus der vulkanischen Aktivität des Vogelsberges darstellen. Sie sind in der Regel von lockeren Sedimenten des Tertiärs umgeben und heute vorwiegend bewaldet. Südlich der Nidder wird die Landschaft durch den weit nach Westen ausgreifenden Buntsandsteinblock des Büdinger Waldes vielfältiger. Entlang der Flussläufe stehen Rotliegendsedimente aus Ton- und Sandsteinen sowie Konglomerate an.

### Naturräumliche Gliederung
Naturräumlich wird die Heldenbergener Wetterau wie folgt zugeordnet
- (zu 23 Rhein-Main-Tiefland)
  - (zu 234 Wetterau (539,78 km²))
    - (zu 234.3 Südliche Wetterau (261,98 km²))
      - 234.30 Friedberger Wetterau (117,45 km²)
      - 234.31 Nidda-Aue (18,94 km²)
      - 234.32 Heldenbergener Wetterau (125,59 km²)

### Heutige Ortschaften in der Heldenbergener Wetterau
- Altenstadt
- Büdesheim
- Burg-Gräfenrode
- Bönstadt
- Eichen
- Erbstadt
- Heldenbergen
- Höchst an der Nidder
- Kaichen
- Oberau
- Rendel
- Rodenbach
- Stammheim
- Waldsiedlung

## Historisches
Der Naturraum der Heldenbergener Wetterau ist weitgehend deckungsgleich mit dem historischen Territorium des Freigericht Kaichen.